# CAPACITY∞LIVE!
CAPACITY∞LIVE!（キャパシティ・ライブ！）は日本のロックバンド、LUNA SEAのライブビデオ。
1999年5月30日に行われた野外コンサート「LUNA SEA 10th Anniversary GIG [NEVER SOLD OUT] CAPACITY∞」の模様を収録している。
このビデオと同時発売の『CAPACITY∞DOCUMENT!』は共に10万本完全限定生産で、他のVHS作品がDVDとして再発されている中、この作品はVHS形態のみで手に入りにくい状況であったが、2本が1タイトルにまとめられ、『LUNA SEA 10TH ANNIVERSARY GIG [NEVER SOLD OUT] CAPACITY∞』として2010年5月30日にDVD化された。

## 解説
4曲目、20曲目の前にMCが収録されている(14曲目の前にも曲紹介のようなものがある)。
コンサート当日実際に演奏された「JESUS」「IN MY DREAM(WITH SHIVER)」は音の問題上収録されていないが、「IN MY DREAM」のみ店頭用の告知ビデオに入っている。
本来ならこの日、「UP TO YOU」「IN FUTURE」「LASTLY」、そして特別な演出とともに「MOON」が演奏されるはずだった。

## 収録曲
1. LOVELESS
2. ROSIER
3. SHINE
4. IMITATION
5. END OF SORROW
6. SLAVE
7. 1999
8. FACE TO FACE
9. SANDY TIME
10. GENESIS OF MIND
11. LINX-Ⅱ (Drum Solo) ～ Bass Solo
12. BELIEVE
13. DESIRE
14. SHADE
15. Dejavu
16. STORM
17. MOTHER
18. PRECIOUS...
19. WISH
20. I for You